# Plateau (mécanique)
Pour les articles homonymes, voir plateau.

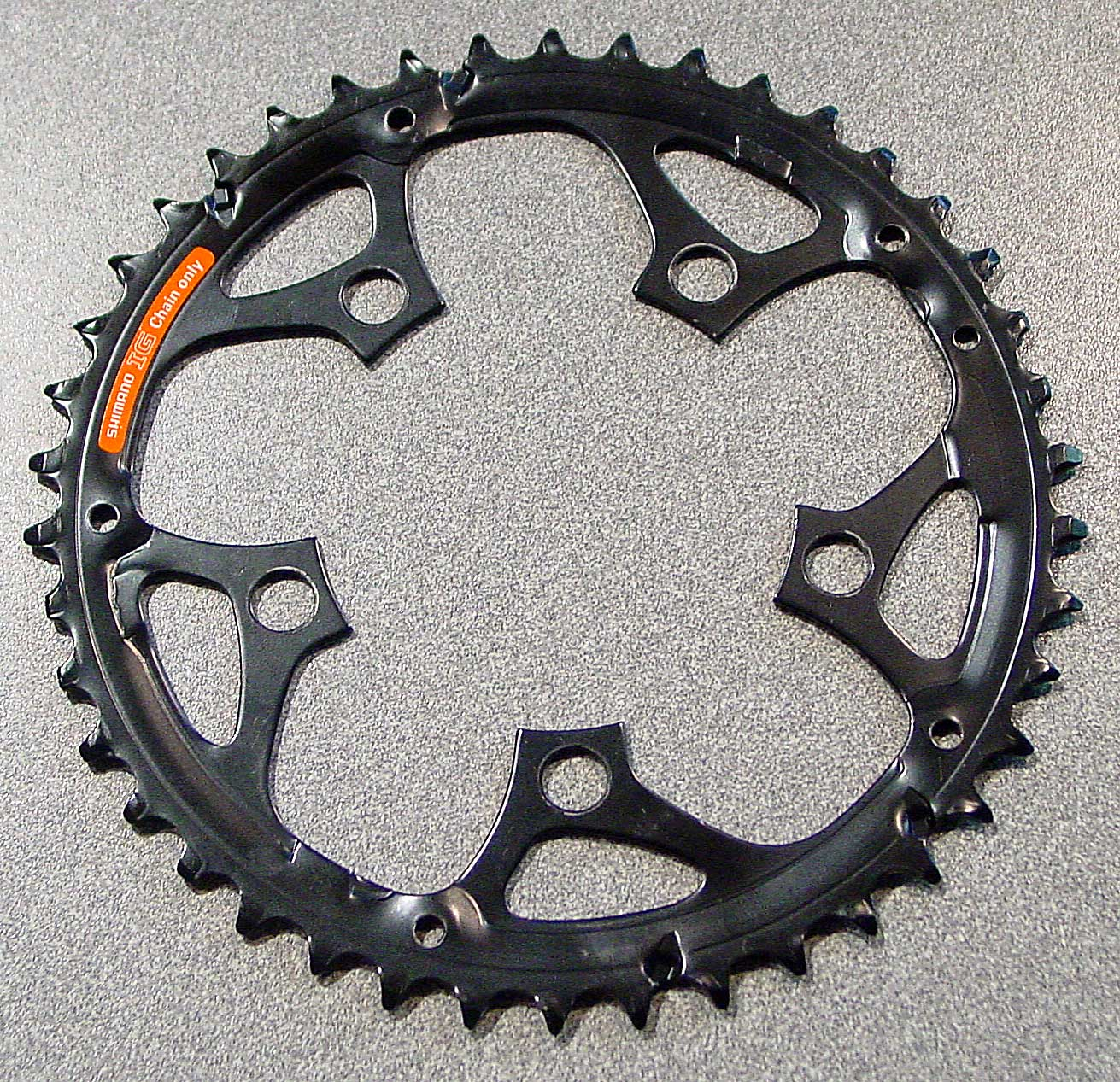
Plateau démonté.

Un plateau est une roue dentée située sur le pédalier d'un vélo. L'action des jambes sur les pédales entraine un mouvement de rotation du plateau qui entraine la chaîne, celle-ci faisant tourner la roue arrière du vélo. Il est un élément de la transmission de puissance du cycliste au vélo. Sur de nombreux vélos, on trouve plusieurs plateaux, la chaîne peut être déplacée d'un plateau à l'autre en utilisant un dérailleur.

## Insertion dans le système de pédalier

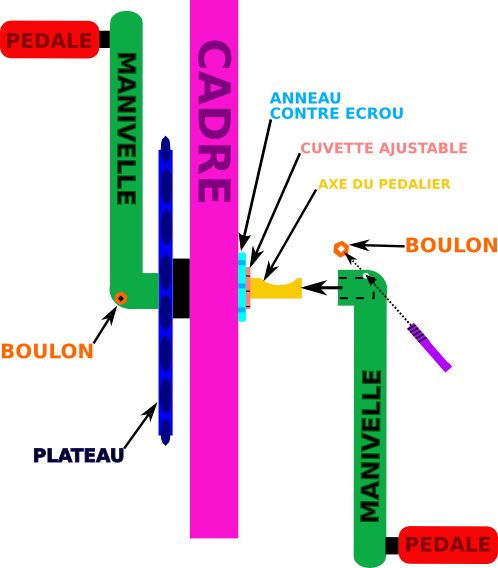
Position du plateau (en bleu) dans le système de pédalier

Le ou les plateaux sont placés à la perpendiculaire de l'axe du pédalier sur lequel il vient se fixer. 
Le plateau le plus grand est situé à l'extérieur tandis que le plus petit est le plus proche du cadre du vélo. Cette convention permet un alignement cohérent avec l'étagement des pignons de la cassette située à l'arrière. Ainsi, le petit plateau se situe du même côté que le grand pignon, et inversement, permettant de respecter la ligne de chaîne pendant l'utilisation du vélo. Cette configuration permet de faire usage de développements plus variés tout en limitant les contraintes sur la chaîne.

## Caractéristiques
Le matériau utilisé dans la fabrication d'un plateau peut être en alliage d'aluminium, en titane, en acier ou en fibres de carbone.
Le nombre de dents d'un plateau constitue l'une des caractéristiques les plus connues. Ce nombre est fourni par le fabricant et est souvent inscrit sur le plateau. On peut aussi compter les dents pour en connaître le nombre. Sur la majorité des modèles de vélos, plusieurs plateaux sont assemblés. Les tailles des plateaux et leur nombre peuvent varier selon divers critères: utilisation, puissance du cycliste, etc. Les principales configurations sont les suivantes : 
- Le « monoplateau ». Un plateau unique est fixé sur le pédalier. On trouve cette configuration sur des anciens modèles de vélos et sur les modèles d'entrée de gamme ainsi que pour certains vélos beaucoup plus sophistiqués utilisés lors de contre-la-montre pouvant alors atteindre 62 dents.
- Le « triple plateaux » est composé de trois plateaux de tailles différentes. Le nombre de dents est d'environ 50 pour le grand plateau, 40 pour le plateau intermédiaire et 30 pour le petit plateau.
- Le « double plateaux » est composé de deux plateaux d'environ 50 dents (grand plateau) et 40 dents (petit plateau).
- Le « double plateaux compact », composé de deux plateaux d'environ 50 dents (grand plateau) et 35 dents (petit plateau).

Le nombre de dents du plateau intervient dans le calcul du développement (distance parcourue pour un tour de pédalier) et du braquet.
Directement lié au nombre de dents, le diamètre de fixation (ou de perçage) dimensionne le plateau.